# Pullman (Chicago)
Pour les articles homonymes, voir Pullman.

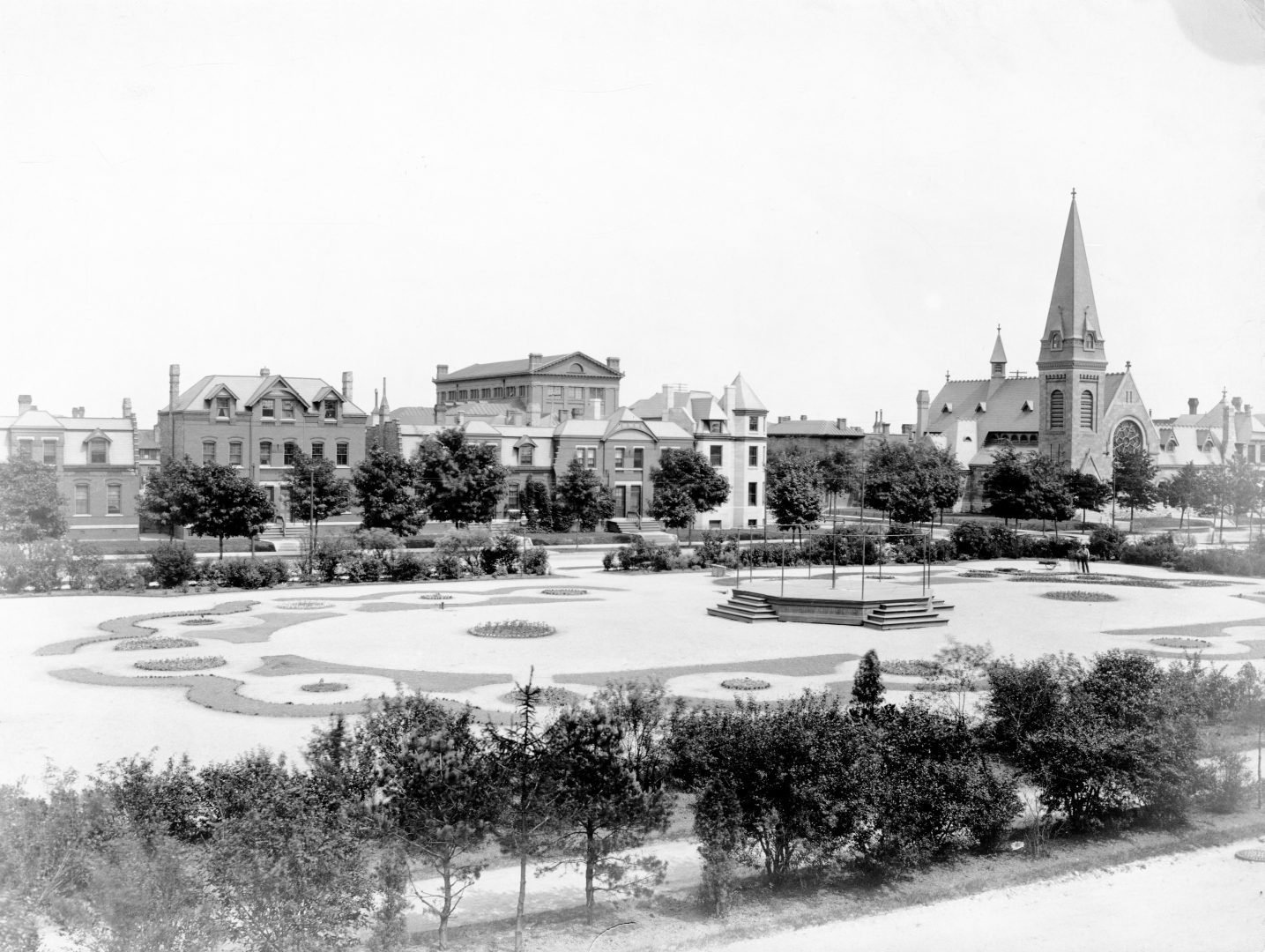
Le quartier de Pullman à la fin du XIX

Situation de Pullman dans la ville de Chicago

Pullman est l'un des 77 secteurs communautaires de la ville de Chicago aux États-Unis. Il forme l'un des nombreux secteurs du South Side. Il comprend le district historique de Pullman National Historical Park.

## Description
Le secteur désormais connu sous le nom de Pullman comprend une zone beaucoup plus large que les deux quartiers historiques (le vieux quartier historique est souvent simplement appelé "Pullman" et est un Chicago Landmark (CL) et la zone historique plus au nord "North Pullman").
L'ancien quartier a été construit par l'industriel George Pullman dans les années 1880 en faisant une véritable ville pour sa société ferroviaire, la Pullman Company, et ses employés, d'où son nom. En 1889, Pullman est annexé et devient un quartier de la ville de Chicago. Il se situe entre la 111e Rue au nord et la 115e rue au sud, Cottage Grove à l'ouest et les voies de chemins de fer à l'est.
Pullman possède plusieurs bâtiments d'intérêt historique et architectural dont l'hôtel Florence, la tour-horloge, l'usine, les environs de Market Square et de la Greenstone Church. Pullman abrite également l'une des plus belles "cathédrales de style polonais" de Chicago, l'ancienne église de St. Salomea, qui est utilisée aujourd'hui comme un campus de l'Église baptiste Salem de Chicago.  
Le quartier connait une restauration et une gentrification rapide. Le secteur est desservi par les stations de la Metra Electric Line de Kensington (115th Street) et Pullman (111th Street).